# قمبريطاوية
القمبريطاوية (الاسم العلمي: Combreteae) هي قبيلة من النباتات تتبع الفصيلة القمبريطية من رتبة الآسيات.

## أنواع
- القمبريط (الاسم العلمي:Combretum)